# Mala Klisa
Mala Klisa is een plaats in de gemeente Đulovac in de Kroatische provincie Bjelovar-Bilogora. De plaats telt 5 inwoners (2001).